# 李该
李该（？—？），字义兴，陇西郡狄道县（今甘肃省定西市临洮县）人，出自陇西李氏姑臧房，北魏大司农少卿李蕤的长子。

## 生平
李该有办事的才干器局，以太学博士为起家官，兼任殿中侍御史，略微升迁东郡太守。魏孝庄帝元子攸初年，李该升任安东将军、济州刺史，又转任广州刺史，加官散骑常侍。魏孝庄帝诛杀尔朱荣时，李该的七弟李义邕参与其中，因此在魏节闵帝元恭时期，李该与第三弟李义真及第七弟李义邕同时被尔朱仲远所杀害。魏节闵帝初年，朝廷赠予李该侍中、骠骑将军、吏部尚书、冀州刺史。

## 家族

### 父母
- 李蕤，北魏大司农少卿
- 王恩荣，出自中山王氏，太宰、中山宣王王洛成之女，封晋阳县君

### 兄弟姐妹
- 李义慎，北魏司空属
- 李义真，北魏通直散骑常侍
- 李义远，北魏国子博士
- 李义邕，北魏中书侍郎、太常少卿

### 子女
- 李艳华，嫁元子邃
- 李氏，嫁北魏平东将军、行台左丞崔谦[4]